# سوناسار
سوناسار (ارمنی: Սոնասար) یک منطقهٔ مسکونی در جمهوری آرتساخ است که در استان کاشاتاق واقع شده‌است.